# 染谷知信
染谷 知信（そめや とものぶ、生没年不詳）は、江戸時代後期の装剣金工家。同じく金工家の染谷昌信の子。通称は吉五郎。父は伊勢国の津出身で、後に江戸に出たという。

## 経歴・人物
江戸に住む。文化から文政頃に掛けて活躍。谷文晁に絵を学ぶ。文人画の画風をとりいれた彫法で、山水図を能くした。代表作に「楼閣山水図鐔」、「狗児図鐔」など。子の常吉は夭折したが、門下に一信や正信などがいる。